# Wilhelm Moschel
Wilhelm Moschel (* 17. September 1896 in Hochspeyer; † 3. November 1954 in Wuppertal-Barmen) war ein deutscher Chemiker, bekannt für Beiträge zur Magnesium-Gewinnung.
Moschel war Sohn eines Kaufmanns und ging in Ludwigshafen zur Schule. Ab 1914 studierte er Chemie in Heidelberg, unterbrochen vom Wehrdienst im Ersten Weltkrieg als Offizier. 1921 schloss er sein Studium in Heidelberg mit der Promotion ab und ging in die Industrie, zuerst zur Firma Griesheim-Elektron. In der Arbeitsgruppe von Gustav Pistor verbesserte er bei den I. G. Farben in Bitterfeld, bei denen er ab 1925 war, die Schmelzflusselektrolyse zur Gewinnung von Magnesium. Statt wie bis dahin üblich Carnallit als Ausgangsstoff fand er ein Verfahren, aus Magnesit wasserfreies Magnesiumchlorid zu erzeugen. Anlagen dazu entstanden in Bitterfeld 1928. Er verbesserte auch das Elektrolyseverfahren, um aus diesem Ausgangsstoff Magnesium zu erhalten. Ab 1933 wurde sein Verfahren in Lizenz auch in Frankreich und Großbritannien verwendet und im Zweiten Weltkrieg entstand eine große Fabrik in Nevada, die dieses Verfahren anwandte.
Moschel leitete ab 1929 neben der Magnesium Produktion auch den Bereich Chlorate in Bitterfeld und wurde 1936 Direktor der anorganischen Produktion in Bitterfeld und für die gesamte Magnesiumproduktion der IG Farben. Für diese baut er auch Aluminium- und Magnesiumproduktionsstätten im besetzten Norwegen im Zweiten Weltkrieg auf. 1943 ging er zurück nach Bitterfeld als Leiter des Forschungslabors. Nach dem Zweiten Weltkrieg übernahm er 1948 die Leitung des anorganischen Forschungslabors von Bayer in Leverkusen.
1953 erhielt er die Liebig-Denkmünze.